# 吴凌云 (清代学者)
吴凌云（1747年—1803年），字得青，清朝江苏嘉定县（今上海市嘉定区）人。
嘉庆五年（1800年）岁贡生。读书深造，精通经学。在钱大昕孱守斋，尽读所藏之书。著有《十三经考异》，多有新论。又著《经说》三卷，《小学说》、《广韵说》各一卷，海盐陈其幹将其合刊，题名《吴氏遗著》。